# Lonely Planet
Lonely Planet er et australsk forlag som har specialiseret sig i at udgive rejsebøger. Forlaget udgiver rejseguider som primært henvender sig til rygsækrejsende og andre, der rejser på et lille budget.
I 2004 havde forlaget udgivet mere end 650 titler i 118 lande og havde et årligt salg på mere end seks millioner rejsebøger.
Lonely Planet producerer også tv-programmer (Lonely Planet Television) og har udviklet tre programserier: Lonely Planet Six Degrees, The Sport Traveller og Vintage New Zealand.
Forlagets hovedkontor ligger i Footscray, en forstad til Melbourne, Australien, samt underafdeling i London, England og Oakland, USA.

## Historie
Lonely Planets første bog Across Asia on the Cheap blev skrevet af Tony Wheeler og hans kone Maureen Wheeler i Sydney i 1973. Bogen var baseret på deres rejse gennem Tyrkiet, Iran, Afghanistan, Pakistan, Indien og Nepal. Bogen var skrevet med panache og forfatternes subjektive meninger om f.eks. hoteller, restauranter mm. Bogen solgte så godt i Australien at parret havde råd til endnu en rejse, og efter deres hjemkomst udgav de South-East Asia on a shoestring. Titlen udgives stadig og er forlagets mest sælgende.
Lonely Planets første bøger var rettet mod unge mennesker fra Australien og Europa (primært Storbritannien), som ønskede at rejse ad landjorden mellem Australien og Europa via Sydøstasien, det indiske kontinent og Mellemøsten.
Infrastrukturen for turister var endnu ikke udbygget i de fleste lande og man var ikke vant til at se rejsende, som rejste på et lille budget. De gode råd og vejledninger, som man fik gennem Lonely Planets bøger, blev set af mange rejsende som en vigtig del af det at undgå problemer og farer på rejsen.
Indholdet i bøgerne har ændret sig over årene, da man ønskede at sælge sine bøger på nye markeder, såsom Europa, hvor der allerede fandtes mange guidebøger. I dag henvender bøgerne sig lige så meget til rejsende fra middelklassen. Siden 2005 har parret Wheeler ikke længere styringen af forlaget, men de ejer stadig størstedelen af forlaget. Tony Wheeler skriver stadig guidebøger.
I år 2013 udkom de første Lonely Planet rejsebøger oversat til dansk. På dansk findes serierne Oplev og Pocket.